# Anaea troglodyta
Anaea troglodyta is een vlinder uit de familie van de Nymphalidae. De wetenschappelijke naam van de soort is voor het eerst geldig gepubliceerd in 1775 door Johann Christian Fabricius.